# HEARTBREAK＃2
『HEARTBREAK#2』（はーとぶれいく-）は3B LAB.☆の2枚目のアルバム。

## 概要
- 前作に引き続きオリコンチャートでトップ10にランクインしたアルバム。

## 収録曲
作詞・作曲：岡平健治（全曲）
1. Opening of the 3B world
2. LEFTIE-RIGHTIE
このタイトルは「左利き、右利き」であり、岡平本人も当初は利き手の違いの面白さについて書いていくつもりであったが、途中から路線が変わってきて、左と右に道が分かれていたらどうなるんだろう？という真剣な、葛藤を書いた詞になってしまったという。
3. TIME MACHINE
当初はサウンドプロデューサーも、この曲をシングルとしてリリースしたかったという。しかし岡平は「もっと良い曲を書けるから」と言うことで断った。
4. 青春謳歌
ロックにハープを取り入れた4thシングル。
5. 22
6. 音楽流航
アコースティックギターにドラムというシンプルな構成で3Bでは珍しい楽曲。ライブでも披露することは多く、3ピース時代から岡平はハンドマイクをとり、千葉がアコースティックギターを持つ。
7. Sick of Rain Down
千葉貴俊が作曲・作詞を担当する全英詞の曲。
8. water
岡平が結婚した友人に作った歌。
9. everyone -瀬戸内海-
岡平が故郷の広島から上京した時のことを歌っている。玉越のドラム録りには24時間かけたらしい。
10. 星の砂
3rdシングル。
11. 美し歌
12. ここはどこだわたしはだれだ
全楽曲の中で唯一玉越が作詞を担当する曲。
13. リハーサル
タイトルどおりリハーサルのことを歌っている。ほとんどがエレクトリックギターのみで演奏されているが曲の最後のみドラムのサウンドが出てくる。
14. LOVE
このアルバムの中でも特に曲を作るのに時間がかかったというバラード。
15. LABORATORY -サヨナラノウタ-
コアなファンのために作ったというアコースティックギターによるバラード。2006年に発売された「Ballade BEST」にも収録されている。ちなみに「laboratory」とは3BLAB.☆Sのファンクラブのことである。曲中のピアノは岡平の姉が演奏している。途中のコーラスは女性が歌っているように聞こえるが、実は岡平の声である。